# (223) Rosa
(223) Rosa és un asteroide pertanyent al cinturó d'asteroides descobert el 9 de març de 1882 per Johann Palisa des de l'observatori de Viena, Àustria.
Es desconeix la raó del nom.
Forma part de la família asteroidal de Temis.